# Cantonul Nyons
Cantonul Nyons este un canton din arondismentul Nyons, departamentul Drôme, regiunea Rhône-Alpes, Franța.

## Comune
- Arpavon
- Aubres
- Châteauneuf-de-Bordette
- Chaudebonne
- Condorcet
- Curnier
- Eyroles
- Les Pilles
- Mirabel-aux-Baronnies
- Montaulieu
- Nyons (reședință)
- Piégon
- Saint-Ferréol-Trente-Pas
- Sainte-Jalle
- Saint-Maurice-sur-Eygues
- Valouse
- Venterol
- Vinsobres